# جرارد کمکرز
جرارد کمکرز (انگلیسی: Gerard Kemkers؛ زادهٔ ۸ مارس ۱۹۶۷) اسکیت‌باز سرعت اهل پادشاهی هلند است.